# Kneecap (Film)
Kneecap ist ein Film von Rich Peppiatt. Der Film, der eine teils fiktive Entstehungsgeschichte des echten Rap-Trios Kneecap erzählt, feierte im Januar 2024 beim Sundance Film Festival seine Premiere und kam Anfang August 2024 in die irischen Kinos. Kneecap wurde von Irland als Beitrag für die Oscarverleihung 2025 als bester Internationaler Film eingereicht.

## Handlung
Nachdem Móglaí Bap, Mo Chara und DJ Próvaí in Belfast das Rapper-Trio Kneecap gegründet haben, werden sie zur trotzigen Stimme der Jugend Irlands. Mo Chara, eigentlich Liam Óg Ó hAnnaidh, und Naoise Ó Cairealláin alias Móglaí Bap haben ihr drittes Bandmitglied DJ Próvaí, der eigentlich JJ Ó Dochartaigh heißt, in einem Verhörraum der Polizei kennengelernt, wo er als Irisch-Dolmetscher tätig war.

## Das Hip-Hop-Trio Kneecap

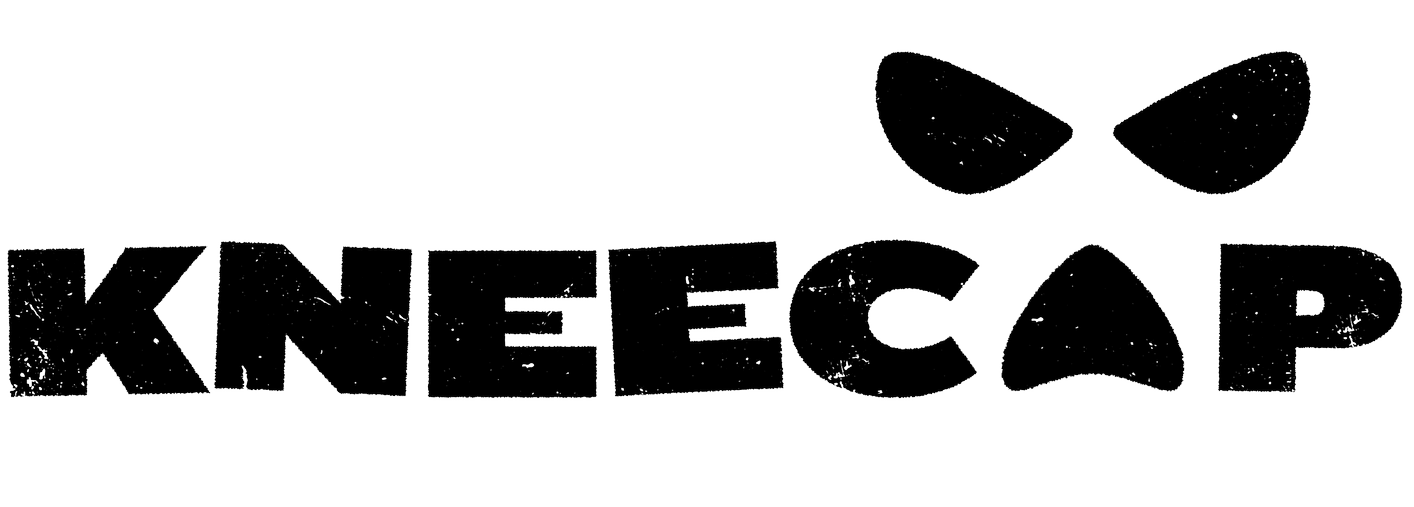
Das Logo des Belfaster Hip-Hop-Trios Kneecap

Das Hip-Hop-Trio Kneecap wurde von Mo Chara, Móglaí Bap und DJ Próvaí im nordirischen Belfast gegründet. Letzterer trägt bei ihren Auftritten eine Sturmhaube in den irischen Nationalfarben. Sie singen auf Irisch und Englisch und betonen oft, den Republikanismus zu unterstützen, was auch an den Liedtiteln und -inhalten zu erkennen ist. Im Jahr 2017 veröffentlichten sie ihre erste Single CEARTA (Irisch für „RECHTE“, im Sinne von Menschenrechten). Im Jahr 2018 folgte ihr erstes Album mit dem Titel 3CAG. Es folgten Singles wie Get Your Brits Out. Im Jahr 2022 wurde das Trio von der New York Times porträtiert.

## Produktion

### Regie und Drehbuch

Regisseur Rich Peppiatt

Regie führte Rich Peppiatt, der auch das Drehbuch schrieb, das eine Reihe von fiktiven Elementen enthält. Peppiatt spricht kein Irisch. Es handelt sich bei Kneecap um seinen ersten Spielfilm. Zuvor führte er bei Musikvideos, Kurzfilmen und dem Dokumentarfilm One Rogue Reporter Regie. Er drehte auch das Video zum Song Guilty Conscience von Kneecap.

### Besetzung, Synchronisation und Dreharbeiten
Naoise Ó Cairealláin alias Móglaí Bap, Liam Óg Ó hAnnaidh alias Mo Chara und JJ Ó Dochartaigh alias DJ Próvaí spielen im Film sich selbst. Fionnuala Flaherty, bekannt aus dem Film Foscadh von Seán Breathnach, spielt Caitlín. Simone Kirby ist in der Rolle von Naoises Mutter Dolores zu sehen. Der deutsch-irische Schauspieler Michael Fassbender spielt Naoises Vater Arlo, einen Angehörigen der IRA, der im Gefängnis die irische Sprache lernte und darauf bestand, sie seinem Sohn und dessen bestem Freund Liam beizubringen, bevor er seinen eigenen Tod vortäuschte, um einer Verhaftung zu entgehen. Jessica Reynolds spielt Liams Sexpartnerin Georgia. Josie Walker ist in der Rolle von Detective Ellis zu sehen.
Die deutsche Synchronisation entstand nach der Dialogregie von Torsten Sense im Auftrag der Level 45 GmbH in Potsdam. Norman Matt leiht in der deutschen Fassung Fassbender in der Rolle von Naoises Vater Arlo seine Stimme und Debora Weigert ihre Kirby in der Rolle seiner Mutter Dolores.
Als Kameramann fungierte Ryan Kernaghan, der zuletzt für die Filme Boys from County Hell von Chris Baugh und Cold Blow Lane von Penny Andrea tätig war.

### Filmmusik und Soundtrack-Album
Die Filmmusik steuerte Michael „Mikey“ J Asante bei. Der in East London geborene Musikproduzent, Komponist, Sänger, Tänzer und DJ ist in der britischen Urban Music verankert. Er ist Mitbegründer und künstlerischer Leiter der Tanztheatergruppe Boy Blue, die er im Jahr 2001 zusammen mit Kenrick „H2O“ Sandy ins Leben rief. Zu Asantes Arbeiten gehören auch die Komposition für den Song Tree von Kwame Kwei-Armah und Idris Elba und die Mitarbeit am Soundtrack der Netflix-Serie Top Boy. Das Soundtrack-Album mit insgesamt 34 Musikstücken, darunter neben der Musik von Asante auch Songs von Kneecap und Stücke von Bands und Gruppen wie Orbital, Bicep, Dirty Faces, Fontaines D.C. und The Bonny Men, soll am 30. August 2024 von Heavenly Recordings als Download veröffentlicht werden.

### Marketing und Veröffentlichung
Die Weltpremiere fand am 18. Januar 2024 in Anwesenheit von Mo Chara, Móglaí Bap und DJ Próvaí, Regisseur Rich Peppiatt, Simone Kirby, Jessica Reynolds und Fionnuala Flaherty beim Sundance Film Festival statt. Im Vorfeld sicherte sich Sony Pictures Classics die Rechte am Film. Mitte März 2024 wurde Kneecap beim South by Southwest Film Festival gezeigt. Am 6. Juni 2024 eröffnete der Film das Sundance Film Festival: London. Zu dieser Zeit wurde ein erster Trailer vorgestellt. Ebenfalls im Juni 2024 wurde er beim Tribeca Film Festival, beim Sydney Film Festival und beim Nantucket Film Festival vorgestellt. Hiernach sind Vorstellungen beim Karlovy Vary International Film Festival geplant. Im Juli 2024 soll Kneecap das Galway Film Fleadh eröffnen. Der US-Kinostart erfolgte am 2. August 2024, in Irland am 8. August 2024. Ebenfalls im August 2024 wurde er beim New Zealand International Film Festival gezeigt. Mitte September 2024 wurde Kneecap bei der Filmkunstmesse Leipzig vorgestellt und hiernach beim Filmfest Hamburg. Im Oktober 2024 wurde Kneecap beim Film Festival Cologne gezeigt. Im November 2024 wurde der Film beim Braunschweig International Film Festival und beim Wiesbadener Exground Filmfest gezeigt. Im Januar 2025 wird Kneecap beim Palm Springs International Film Festival vorgestellt. Der Kinostart in Deutschland war am 23. Januar 2025.

## Rezeption

### Altersfreigabe und Einsatz im Unterricht
In Deutschland wurde der Film von der FSK ab 16 Jahren freigegeben. In der Freigabebegründung heißt es,  den Alltag der Jungen bestimmten Drogen und Sex und die Geschichte sei rasant in Szene gesetzt, mit zahlreichen Überzeichnungen, Comic-Elementen, Slapstick und viel Humor. 16-Jährige seien in diesem jugendaffinen Rahmen bereits in der Lage, den teilweise exzessiven Drogenkonsum der Hauptfiguren und einzelne Gewalt- und teils derbe, doch einvernehmliche Sexszenen zu verarbeiten. Sie könnten viele Aspekte dem porträtierten Milieu und dem sozialen und politischen Umfeld zuordnen und sich ausreichend distanzieren.
Das Onlineportal kinofenster.de empfiehlt den Film für die Oberstufe für die Unterrichtsfächer Englisch, Musik und Gesellschaftswissenschaften. Kneecap sei bildungsrelevant, weil der Film originell inszeniert sei und eine Lanze für die politische Dimension des Hip-Hops und den Wert indigener Sprachen breche, heißt es dort. Zusammengehalten werde der Film von der Musik und seinem übergeordneten Thema Sprache und Identität, weshalb angeraten wird, die Originalversion zu sehen.

### Kritiken und Einspielergebnis
Der Film konnte 95 Prozent der bei Rotten Tomatoes aufgeführten Kritiker überzeugen bei einer durchschnittlichen Bewertung mit 7,8 von 10 möglichen Punkten, womit er aus den 25. Annual Golden Tomato Awards als Zweitplatzierter unter den internationalen Filmen des Jahres 2024 hervorging. Bei Metacritic erhielt der Film einen Metascore von 77 von 100 möglichen Punkten.
Thomas Schultze schreibt in seiner Kritik, Kneecap erinnere an das Neue Britische Befreiungsschlagkino Mitte bis Ende der 1990er Jahre und beschreibt den Film als „rasend witzige Fiktion im Stil von Trainspotting“. Kneecap referenziere auch Filme wie Twin Town, Human Traffic oder The Acid House, wobei wegweisende Hiphop-Filme wie 8 Mile und Hustle & Flow die Marschrichtung vorgäben. Dass Mo Chara und Móglaí Bap ihr drittes Bandmitglied in einem Verhörraum der Polizei kennenlernen, passe wie die Faust aufs Auge auf diesen Film, dessen Laune und Tempo ansteckend seien.
Peter Osteried, Filmkorrespondent der Gilde deutscher Filmkunsttheater, schreibt in seiner Kritik, Kneecap sei ein Kultfilm von Morgen und vielleicht der Trainspotting dieser Generation. Schon der Anfang sei großartig, als Autos explodieren und ein Off-Kommentar erklärt, dass Filme über Belfast immer so anfangen. Es helfe natürlich, wenn man ein wenig Kenntnisse der nordirischen Historie besitze, da es dazu beitrage, die Geschichte des Films besser zu verstehen. Der Film funktioniere aber auch an der Oberfläche, sei dynamisch und rasant, frech in seinen Dialogen und respektlos in seiner Erzählung. Kneecap sei lustig, habe aber auch etwas zu sagen, die Musik sei mitreißend und der Look des Films hip und modern.
Die weltweiten Einnahmen des Films aus Kinovorführungen belaufen sich auf 4,55 Millionen US-Dollar.

### Auszeichnungen
Kneecap wurde von Irland als Beitrag für die Oscarverleihung 2025 in der Kategorie Bester Internationaler Film eingereicht und später in eine 15 Titel umfassende Shortlist dieser Kategorie aufgenommen. Dort gelangte Sick In The Head aus dem Film dort in eine Shortlist der Kategorie Bester Song. Kneecap befindet sich zudem in der Vorauswahl zum Europäischen Filmpreis 2024. Im Rahmen der Verleihung der British Independent Film Awards 2024 wurden Móglaí Bap, Mo Chara und DJ Próvaí in die Longlist der Nachwuchsschauspieler aufgenommen. Zudem befindet sich Kneecap in der Longlist für den Douglas Hickox Award für das beste Regiedebüt und das Drehbuch für das beste Drehbuchdebüt. Im Folgenden eine Auswahl von Nominierungen und Auszeichnungen.
Artios Awards 2025
- Nominierung für das Beste Casting in einem internationalen Spielfilm[45]

British Academy Film Awards 2025
- Nominierung als Bester britischer Film (Rich Peppiatt, Trevor Birney, Jack Tarling, Naoise Ó Cairealláin, Liam Óg Ó Hannaidh und JJ Ó Dochartaigh)
- Nominierung als Bester nicht-englischsprachiger Film (Rich Peppiatt)
- Nominierung für das Beste Drehbuch (Rich Peppiatt, Naoise Ó Cairealláin, Liam Óg Ó Hannaidh und JJ Ó Dochartaigh)
- Nominierung für den Besten Schnitt (Julian Ulrichs und Chris Gill)
- Auszeichnung für die Beste Nachwuchsleistung (Rich Peppiatt)
- Nominierung für das Beste Casting (Carla Stronge)[46]

British Independent Film Awards 2024
- Auszeichnung als Bester britischer Independentfilm
- Nominierung für die Beste Regie (Rich Peppiatt)
- Nominierung für das Beste Regiedebüt (Rich Peppiatt)
- Nominierung für das Beste Drehbuch (Rich Peppiatt)
- Auszeichnung für das Beste Debütdrehbuch (Rich Peppiatt)
- Auszeichnung für die Beste Hauptbesetzung (Mo Chara, Móglaí Bap & DJ Próvaí)
- Nominierung für die Beste Kamera (Ryan Kernaghan)
- Auszeichnung für die Beste Filmmusik (Michael J Asante)
- Auszeichnung für den Besten Schnitt (Ulian Ulrichs & Chris Gill)
- Nominierung für die Besten Kostüme (Zjena Glamocanin)
- Nominierung für das Beste Szenenbild (Nicola Maroney)
- Nominierung für den Besten Ton (Louise Burton, Brendan Rehill, Aza Hand & Simon Kerr)
- Auszeichnung für die Beste Musiksupervision (Gary Welch & Jeanette Rehnstrom)
- Auszeichnung für das Beste Casting (Carla Stronge)[47][48][49]

Cinema Eye Honors Awards 2024
- Nominierung für den Publikumspreis in der Sektion Heterodox[50]

Critics’ Choice Movie Awards 2025
- Nominierung als Bester fremdsprachiger Film[51]

Europäischer Filmpreis 2024
- Nominierung für den European University Film Award
- Nominierung als Bester Nachwuchsfilm (Rich Peppiatt)[52]

Galway Film Fleadh 2024
- Auszeichnung als Bester irischsprachiger Film (Rich Peppiatt)
- Auszeichnung als Bester irischer Film (Rich Peppiatt)
- Auszeichnung mit dem Publikumspreis (Rich Peppiatt)[53]

Golden Reel Awards 2025
- Nominierung für den Besten Tonschnitt – internationaler Film[54]

Irish Film and Television Awards 2025
- Nominierung als Bester Film
- Auszeichnung für die Beste Regie (Rich Peppiatt)
- Nominierung für das Beste Drehbuch (Rich Peppiatt)
- Nominierung als Bester Hauptdarsteller (Naoise Ó Caireallain)
- Nominierung als Bester Hauptdarsteller (J.J. Ó Dochartaigh)
- Nominierung als Bester Hauptdarsteller (Liam Óg Ó hAnnaidh)
- Nominierung als Beste Nebendarstellerin (Fionnuala Flaherty)
- Nominierung als Beste Nebendarstellerin (Simone Kirby)
- Nominierung als Beste Nebendarstellerin (Jessica Reynolds)
- Nominierung als Bester Nebendarsteller (Michael Fassbender)
- Nominierung für die Beste Kamera (Ryan Kernaghan)
- Nominierung für das Beste Szenenbild (Nicola Moroney)
- Nominierung für den Besten Schnitt (Julian Ulrichs und Chris Gill)
- Nominierung für den Besten Ton (Aza Hand, Brendan Rehill und Chris Woodcock)
- Auszeichnung für das Beste Casting (Carla Stronge)
- Nominierung für die Besten Frisuren und das beste Make-up (Liz Boston)
- Auszeichnung für die Besten Kostüme (Zjena Glamocanin)[55][56]

Leiden International Filmfestival 2024
- Auszeichnung mit dem Publikumspreis
- Auszeichnung im Bonkers! Competition
- Auszeichnung mit dem Alexander Mouret Award[57]

Les Arcs Film Festival 2024
- Auszeichnung mit dem Crystal Arrow im Hauptwettbewerb (Rich Peppiatt)
- Auszeichnung für die Beste Filmmusik (Michael Asante)
- Auszeichnung mit dem Youth Jury Prize (Rich Peppiatt)
- Auszeichnung mit dem Les cinglés du cinéma Award (Rich Peppiatt)[58]

Lisboa Film Festival 2024
- Auszeichnung mit dem Revelation Award im Discoveries Competition[59]

London Critics’ Circle Film Awards 2025
- Nominierung als Bester Film
- Nominierung als Bester fremdsprachiger Film
- Nominierung für den Attenborough Award
- Auszeichnung mit dem Philip French Award (Rich Peppiatt)[60][61]

Palm Springs International Film Festival 2025
- Nominierung als Bester internationaler Spielfilm
- Auszeichnung mit dem FIPRESCI-Preis als Beste Schauspieler –  internationaler Spielfilm (Mo Chara, Móglaí Bap und DJ Provái)[32][32][62]

South by Southwest Film Festival 2024
- Nominierung für den Publikumspreis

Sundance Film Festival 2024
- Nominierung für den NEXT Innovator Award (Rich Peppiatt)
- Auszeichnung mit dem Publikumspreis in der Sektion NEXT

Sydney Film Festival 2024
- Nominierung im Offiziellen Wettbewerb[20]